# Ceratina flavopicta
Ceratina flavopicta är en biart som beskrevs av Frederick Smith 1858.
Ceratina flavopicta ingår i släktet märgbin och familjen långtungebin. Arten förekommer i Sydöstasien.

## Beskrivning
Ceratina flavopicta är en relativt liten art, med en kroppslängd på 9 till 11 millimeter för honan, 7 till 9 millimeter för hanen. Hanen har huvud och mellankropp färgade metalliskt blå, med gula markeringar på bakre delen av mellankroppen och dess sidor samt den anslutande delen av bakkroppen; dessutom har han gula fläckar på bakkroppens ovansida. Honan är i stället tvärrandig i gulorange och svart; de svarta partierna saknar någon metallglans.

## Utbredning
Arten förekommer på de indonesiska öarna Java och Bali, på Malackahalvön, där den finns i den malaysiska delstaten Pinang, samt på Borneo, där den har påträffats i de likaledes malaysiska delstaterna Sabah och Sarawak.

## Taxonomi
Catalogue of Life listar inga underarter. Andra auktoriteter erkänner emellertid tre underarter, nominatunderarten inräknad:
- Ceratina flavopicta flavopicta (Smith, 1858) Nominatunderarten.
- Ceratina flavopicta xanthura (Cockerell, 1919) Förekommer i delstaten Pinang i Malaysia
- Ceratina flavopicta lauta (van der Vecht, 1952) Mörkare färgad än nominatunderarten, med bruna teckningar i ansiktet hos honan. Underarten förekommer på Java och Bali.

## Ekologi
Som alla märgbin bygger arten sina larvbon i märgen på olika växter.